# مخاوف خاصة في أماكن عامة
مخاوف خاصة في أماكن عامة هو فيلم من نوع كوميديا ودراما أُصدر في 2006. الفيلم من توزيع بيم للتوزيع ‏، وهو من إخراج آلان رينيه، أما السيناريو فكان من كتابة جان ميشيل ريبس وAlan Ayckbourn ‏.

## القصة
تقع أحداث الفيلم في باريس.

## طاقم التمثيل
- سابيني أزيما
- كلود ريتش
- لامبرت ويلسون
- بيار ارديتي
- ميشيل فيلرموز
- ان كيسلر  [لغات أخرى]‏
- إيزابيل كاريه
- فلورنس مولر  [لغات أخرى]‏
- فرانسواز جيلارد  [لغات أخرى]‏
- Roger Mollien  [لغات أخرى]‏
- أندريه دوسولير
- لورا مورانتي

## الإنتاج
موسيقى الفيلم التصويرية كانت من تأليف مارك سنو.

## وصلات خارجية
- مخاوف خاصة في أماكن عامة على موقع IMDb (الإنجليزية)
- مخاوف خاصة في أماكن عامة على موقع ميتاكريتيك (الإنجليزية)
- مخاوف خاصة في أماكن عامة على موقع روتن توميتوز (الإنجليزية)
- مخاوف خاصة في أماكن عامة على موقع نتفليكس (الإنجليزية)
- مخاوف خاصة في أماكن عامة على موقع ألو سيني (الفرنسية)
- مخاوف خاصة في أماكن عامة على موقع Turner Classic Movies (الإنجليزية)
- مخاوف خاصة في أماكن عامة على موقع أول موفي (الإنجليزية)
- مخاوف خاصة في أماكن عامة على موقع بوكس أوفيس موجو (الإنجليزية)
- مخاوف خاصة في أماكن عامة على موقع فيلمافينيتي (الإسبانية)
- مخاوف خاصة في أماكن عامة على موقع قاعدة بيانات الأفلام السويدية (السويدية)